# 量子点

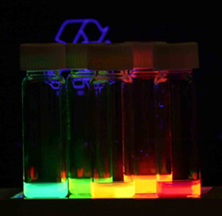
紫外線照射的膠體量子點。 由於量子限制，不同尺寸的量子點發出不同顏色的光。

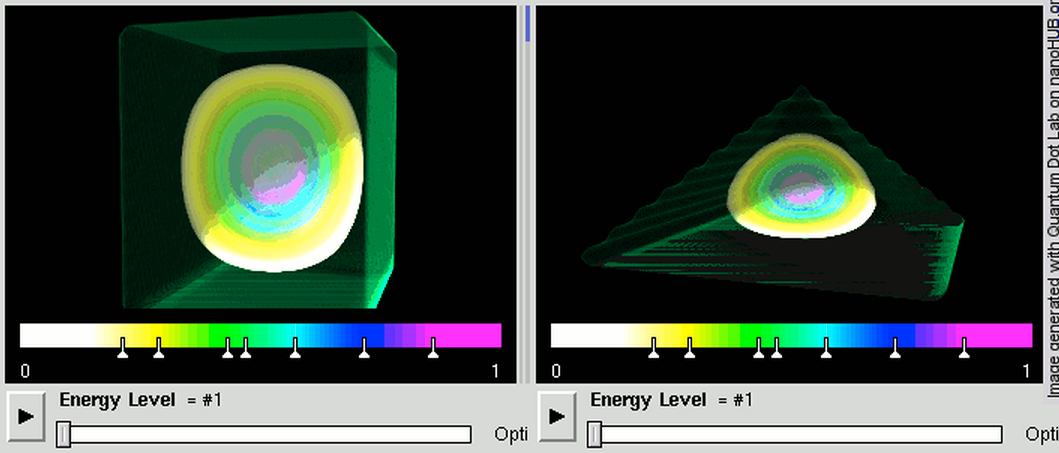
量子点中3D受束缚的电子波函数。如图所示为方形和三角形量子点。方形量子点中的电子态更像s轨道和p轨道。然而，由于不同的几何形态导致不同的束缚，三角形量子点中的波函数则是多种轨道混合的结果。

量子点（英語：Quantum Dot，縮寫為 QD）是把激子在三个空间方向上束缚住的半导体纳米结构。这种约束可以归结于静电势（由外部的电极，掺杂，应变，杂质产生），两种不同半导体材料的界面（例如：在自組量子点中），半导体的表面（例如：半导体纳米晶体），或者以上三者的结合。量子点具有分离的量子化的能谱。所对应的波函数在空间上位于量子点中，但延伸于数个晶格周期中。一个量子点具有少量的（1-100个）整数个的电子、電洞或電子電洞对，即其所带的电量是元电荷的整数倍。
量子點具有介於塊體半導體和離散原子或分子之間的特性。 它們的光電特性隨著尺寸和形狀的變化而變化。 直徑 5-6 nm 的較大量子點會發射更長的波長，並具有橙色或紅色等顏色。 較小的量子點（2-3 nm）發射的波長較短，產生藍色和綠色等顏色。 然而，具體顏色會根據量子點的特定成分而有所不同。
量子點的潛在應用包括單電子晶體管、太陽能電池、LED、雷射、單光子源、二次諧波產生、量子計算、細胞生物學研究、  顯微鏡， 和醫學成像。 它們的小尺寸允許一些量子點懸浮在溶液中，這可能導致它們在噴墨印刷和旋转涂覆中的使用。 它們已用於 Langmuir-Blodgett 薄膜。 這些處理技術導致半導體製造方法更便宜、更省時。

## 描述

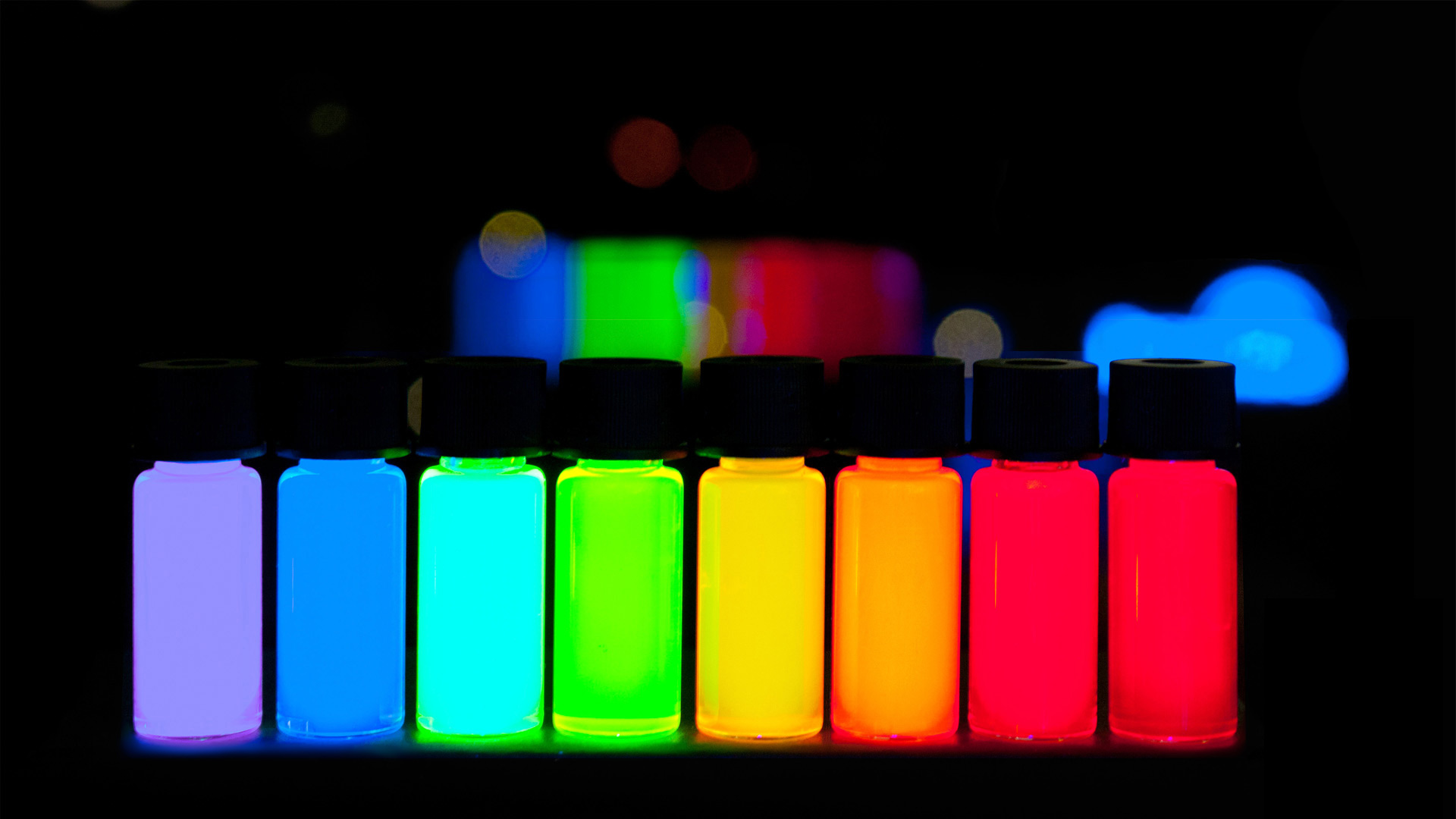
PlasmaChem GmbH正在以千克规模生产出最大发射波长为10 nm的量子点

小的量子点，例如胶体半导体纳米晶，可以小到只有2到10个纳米，这相当于10到50个原子的直径的尺寸，在一个量子点体积中可以包含100到100,000个这样的原子。自组装量子点的典型尺寸在10到50纳米之间。通过光刻成型的门电极或者刻蚀半导体异质结中的二维电子气形成的量子点横向尺寸可以超过100纳米。将10纳米尺寸的三百万个量子点首尾相接排列起来可以达到人类拇指的宽度。

## 制造
量子点的制造方法可以大致分为三类：化学溶液生长法，外延生长法，电场约束法。这三类制造方法也分别对应了三种不同种类的量子点。

### 化学溶液生长法
1981年，瑞士物理学家在水溶液中合成出了硫化镉胶体。 1983年，贝尔实验室科学家布鲁斯证明了改变硫化镉胶体的大小，其激子能量也随之变化。于是，他将这种胶体与量子点的概念联系起来，首次提出胶状量子点（colloidal quantum dot）。 1993年，麻省理工学院巴文迪(M. G. Bawendi)教授领导的科研小组第一次在有机溶液中合成出了大小均一的量子点。他们将三种氧族元素（硫、硒、碲）溶解在三正辛基氧膦中，而后在200到300摄氏度的有机溶液中与二甲基镉反应，生成相应的量子点材料（硫化镉，硒化镉，碲化镉）。之后人们在此种方法的基础上发明出了许多合成胶状量子点的方法。目前大部分半导体材料都可以用化学溶液生长的方法合成出相应的量子点。
胶状量子点具有制作成本低，产率大，发光效率高（尤其是在可见光和紫外光波段）等优点。但缺点是电导率极低。由于在生产过程中在量子点表面产生有机配体，抵消量子点之间的范德瓦耳斯吸引力，以维持其在溶液中的稳定性。但这层有机配体极大的阻碍了电荷在量子点之间的传输。這點大大降低了奈米微晶在太陽電池和其它的元件上的應用。科学家们曾尝试用各种方法提高电荷在这种材料中的传导率。有代表性的是2003年芝加哥大学的Guyot-Sionnest教授用较短链的氨基物取代原有的长链的有机配体，将量子点间距缩小，并用电化学的方法将电子大量注入量子点内，将电导率提高到了0.01S/cm。
2009年，芝加哥大學的Dmitri Talapin教授開發出一種新的方法，用无机物取代了之前附着在量子点表面的有机配体，能讓個別奈米微晶以強連結的方式相互結合成陣列，克服了前述的問題。Talapin表示，他們的方法提供一個材料設計的多功能的平台，將會對電子元件、光伏元件和熱電（thermoelectrics）元件的製作帶來衝擊。另外，此方法提高全溶液（all-solution）元件製作的可能性，讓此材料在連續式滾筒（roll-to-roll）製程的應用上增添不少吸引力，例如薄膜太陽能電池的製作。研究人員使用一種名為複合金屬硫化物（metal chalcogenide complex）的材料，來將膠體狀的奈米晶體相互黏合。其配位基較先前使用的有機配位基更為穩定、堅固，而且不會改變奈米晶體的化學性質，還可讓奈米晶體間的電荷轉移更有效率。Talapin等人確實觀察到系統中的導電率相比于以往方法得到的提高了一千倍。目前，該團隊正在研究如何在實際應用上使用奈米晶體的連接技術，並且調查除了金屬硫化物材料外，是否還有其它合適的材料。芝加哥大學已授權Evident Technologies公司在熱電應用上採用此技術。
胶体量子点的另一个热点领域是磁性研究。直到目前，半導體只能在相當低溫下呈現磁性，原因是磁化半導體奈米微粒需要靠激子（exciton）之間的磁性交互作用，但此作用的強度在30 K附近就不足以對抗熱效應。 
最近，華盛頓大學的Daniel Gamelin等人製造出掺雜的奈米微晶，它們的量子局限效應（quantum confinement effect）使激子具有很大的磁性交互作用，且生命周期可長達100 ns，比先前的記錄200皮秒（picosecond, ps）高出很多。研究人員利用光將激子注入膠狀奈米微晶中，產生相當強的光誘發磁化（light-induced magnetization）現象。 
華盛頓大學團隊成功的關鍵在於以磁性錳離子取代硒化镉（CdSe）半導體奈米微晶中的部份鎘離子。這些懸浮在膠狀溶液中的微晶大小不到10 nm，照光時內部產生的強大磁場可將錳離子的自旋完全排正。Gamelin表示，排正的過程非常快，此效應在低溫時非常強，且可維持到室溫。這要歸功於第一次在研究中被觀察到的高溫磁激子（excitonic magnetic polaron, EMP）。Gamelin解釋，由於掺質-載子間的交互作用夠強，EMP穩定性因而增強超過100倍，所以才能在300 K下觀察到磁化效應。 
美國科學家開發出一種新型的電子膠（electronic glue），能將個別的奈米晶體（nanocrystals）連接在一起。這種電子膠還能用來製作大面積的電子元件和光伏（photovoltaics）元件。 
利用旋轉或浸泡塗佈（dip coating）和噴墨印刷等溶液類製程來製作大面積太陽能電池，例如便宜的屋頂太陽能面板，是高成本效益的方法。不過這些技術必須讓半導體溶解，以方便做為墨水（ink）使用。半導體奈米微晶是微小的半導體塊狀物，是製作此類墨水的理想材料。 
此外，膠狀半導體量子點與軟式微影術（soft lithography）及噴墨印刷術（in-jet printing）等常見的製程相容。Gamelin認為膠體可望成為奈米科技在各種元件應用上的新工具箱。

### 磊晶生長法
磊晶生長法是指在在一種基板材料上長出新的结晶，如果结晶足够小，就会形成量子点。根据生长机理的不同，该方法又可以细分成化学气相沉积法和分子束磊晶法。
这种方法生长出的量子点长在另一种半导体上，很容易与传统半导体元件结合。另外由于没有有机配体，磊晶量子点的电荷传输效率比胶体量子点高，并且能级也比胶体量子点更容易调控。同时，也具有表面的缺陷少等优点。然而，由于化学气相沉积和分子束磊晶都需要高真空或超高真空，因此相比于胶体量子点，磊晶量子点的成本较高。

### 电场约束法
电场约束法是指，完全利用调控金属电极的电势使半导体内的能级发生扭曲，形成对载流子的约束。由于量子点所需尺寸在纳米级别，因此金属电极需要用电子束曝光的方法制作。成本最高，产率也最低。但用这种方法制作出的量子点，可以简单通过调控门电压控制其能级，载流子的数量和自旋等。由于极高的可控性，这种量子点也最适合于用作量子计算。

## 健康和安全
某些量子點在某些條件下會對人類健康和環境構成風險。 值得注意的是，量子點毒性的研究主要集中在含鎘(Cd)顆粒上，尚未在生理相關劑量後在動物模型中得到證實。 基於細胞培養物的量子點 (QD) 毒性體外(In vitro)研究表明，其毒性可能源自多種因素，包括其物理化學特性（尺寸、形狀、組成、表面官能基和表面電荷）及其環境。 評估它們的潛在毒性是複雜的，因為這些因素包括量子點 (QD) 大小、電荷、濃度、化學成分、封端配體等特性，以及它們的氧化、機械和光解穩定性。
許多研究都集中在使用模型細胞培養物的量子點細胞毒性機制。 已經證明，暴露於紫外線輻射或空氣氧化後， 硒化镉(CdSe) 量子點會釋放出遊離鎘離子，導致細胞死亡。 據報道，II-VI 族量子點在暴露於光後會誘導活性氧类的形成，從而損害細胞成分，如蛋白質、脂質和 DNA。 一些研究還表明，添加 ZnS 殼可以抑制硒化镉(CdSe)量子點中活性氧的過程。量子點毒性的另一個方面是，體內(In vivo)存在尺寸依賴性的細胞內途徑，將這些顆粒集中在金屬離子無法接近的細胞器中，這可能會導致與其組成金屬離子相比獨特的細胞毒性模式。 量子點定位在細胞核中的報告  提出了額外的毒性模式，因為它們可能誘導 DNA 突變，而 DNA 突變又會在下一代細胞中傳播，導致疾病。

## 光學特性

不同尺寸的碲化镉 (CdTe) 量子點的螢光光譜。 由於量子限制，不同尺寸的量子點發出不同顏色的光。

在半導體中，光吸收通常導致一個電子從價態激發到導帶，留下一個空穴（Electron hole）。 電子和空穴可以相互結合形成激子(exciton)。 當此激子複合時（即電子恢復其基態），激子的能量可以以光的形式發射。 這稱為螢光。在簡化模型中，發射光子的能量可以理解為最高佔據能階和最低未佔據能階之間的帶隙能量、空穴和激發電子的限制能以及激子（電子-空穴對）：
由於限制能量取決於量子點的尺寸，因此可以透過在合成過程中改變量子點的尺寸來調節吸收起始和螢光發射。 點越大，其吸收起始點和螢光光譜越紅（能量越低）。 相反，較小的點吸收並發射更藍（更高能量）的光。

## 应用
量子點由於其高消光係數和超快光學非線性而在光學應用中特別有前景，並且具有開發全光學系統的潛在應用。 它們的工作原理類似於單電子晶體管(SET)，並表現出庫侖阻塞效應(Coulomb blockade)。 量子點也被建議作為量子信息科学處理的量子位元(qbit)的實現，以及熱電學的活性元件。
調整量子點的尺寸對於許多潛在的應用來說都很有吸引力。 例如，與較小的量子點相比，較大的量子點具有更大的紅色光譜偏移，並且表現出不太明顯的量子特性。 相反，較小的粒子允許人們利用更微妙的量子效應。
作為零維結構，量子點比高維結構具有更清晰的状态密度。 因此，它們具有優異的傳輸和光學特性。 它們在激光二极管、放大器、和生物傳感器中具有潛在用途。量子點可以在金奈米顆粒產生的局部增強的電磁場內被激發，然後可以從 (CdSe)ZnS 奈米晶體的光致發光激發光譜中觀察到表面等離子體共振。
- 量子點LED可以達到接近連續光譜，高演色性的特性；目前人工光源只有高耗能的白熾燈、鹵素燈能達到連續光譜的特性，是LED、螢光燈無法取代的重要特性；量子點LED可望滿足光線品質及健康較為要求使用者，達到全面淘汰高耗能光源的目標。
- 量子點顯示技術可以達到更好的色彩顯示特性。

- “量子點螢幕”採用的是麻省理工大學研發的量子點技術，Sony的Triluminos螢幕正是使用了該技術。

### 皮下記錄保存
2019 年12 月，羅伯特·S·蘭格(Robert S. Langer) 教授和他的團隊開發了一項技術並獲得了專利，透過該技術，透皮貼片可用於在帶有隱形墨水的人身上應用識別紋身，以在皮下儲存資訊。 這被認為是對「發展中國家」的福音，因為這些國家缺乏基礎設施意味著沒有醫療記錄。 這項技術被分配給麻省理工學院， 使用「量子點染料，在這種情況下與疫苗一起透過微針貼片傳遞」。 該研究「由比尔及梅琳达·盖茨基金会以及科赫綜合癌症研究所資助。」

### 生物學
在現代生物分析中，使用各種有機染料。 然而，隨著技術的進步，人們尋求這些染料更大的靈活性。 為此，量子點很快就填補了這一角色，人們發現它在幾個方面優於傳統有機染料，其中最明顯的一個是亮度（由於高消光係數以及與螢光染料相當的量子產率）以及它們的穩定性（允許更少的光漂白）。 據估計，量子點比傳統螢光報告劑亮20倍，穩定100倍。 對於單粒子跟踪，量子點的不規則閃爍(Fluorescence intermittency)是一個小缺點。 然而，已經有一些小組開發出了本質上不閃爍的量子點，並證明了它們在單分子追蹤實驗中的實用性。
使用量子點進行高靈敏度細胞成像已經取得了重大進展。 例如，量子點改進的光穩定性允許採集許多連續的焦平面影像，這些影像可以重建為高解析度的三維影像。 利用量子點探針非凡的光穩定性的另一個應用是長時間即時追蹤分子和細胞。 抗體、链亲和素、 肽、 DNA、 核酸適體、 或小分子配體、 可用於將量子點靶向細胞上的特定蛋白質。 研究人員能夠在小鼠淋巴結中觀察量子點超過4個月。

### 光電元件
量子點的可調諧吸收光譜和高消光係數使其對光伏等光收集技術具有吸引力。 量子點或許能夠提高當今典型矽光電池的效率並降低成本。 根據2004年的一項實驗報告，硒化鉛（PbSe）量子點可以透過載子倍增或多激子生成（MEG）過程從一個高能量光子產生多個激子。這與當今的光伏電池相比具有優勢，後者只能管理每個高能量光子一個激子，高動能載流子以熱量的形式損失能量。 另一方面，摻入寬帶隙主體半導體（例如鈣鈦礦 Perovskite solar cell）中的膠體量子點（例如硫化鉛，PbS）的量子限制基態可以允許能量低於主體帶隙的光子產生光電流，透過雙光子吸收過程，提供了另一種方法（稱為中間波段，IB）來利用更廣泛的太陽光譜，從而實現更高的光电转换效率。
理論上，膠體量子點光伏電池的製造成本會更低，因為它們可以透過簡單的化學反應來製造。

### 量子點顯示器

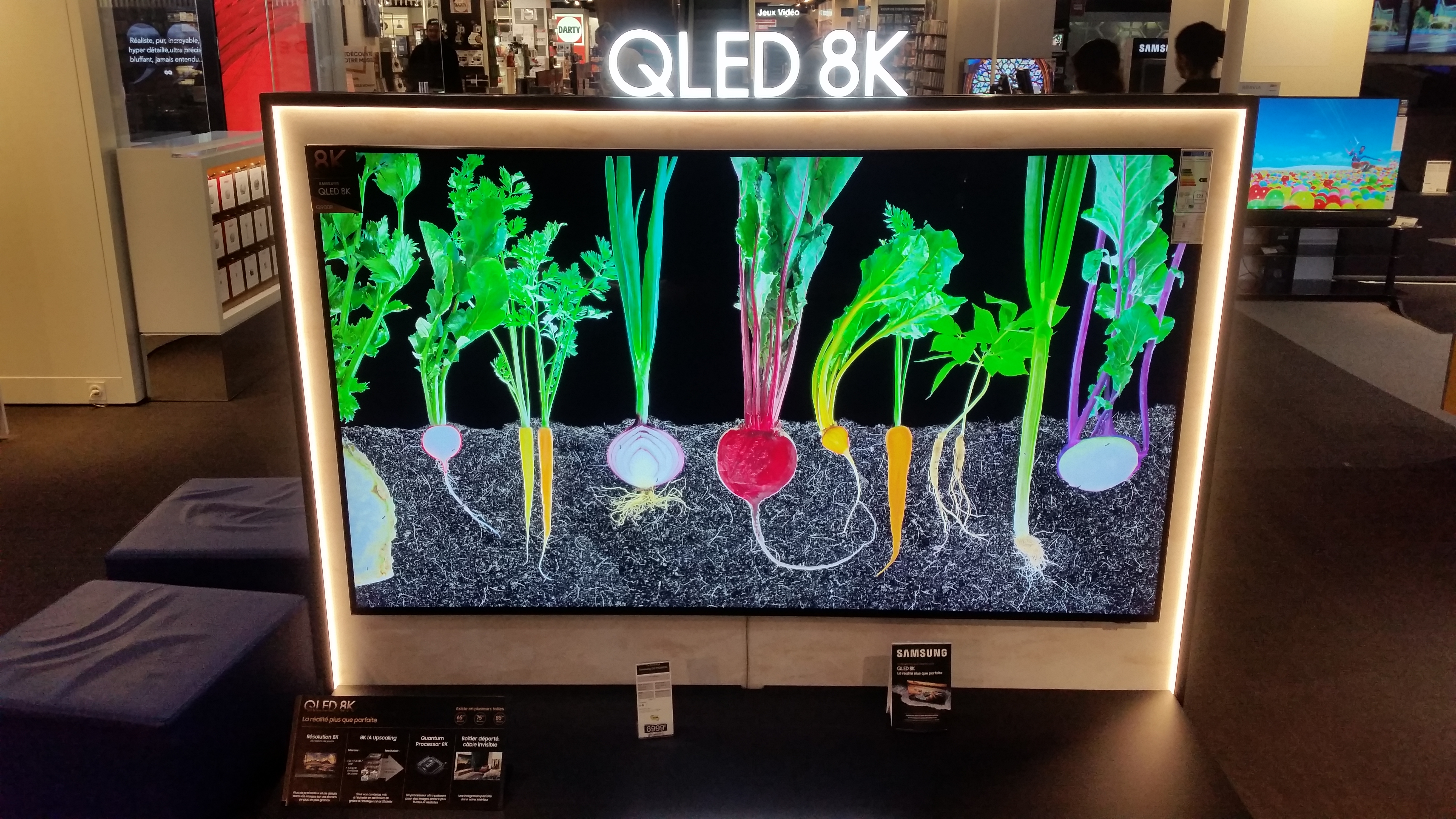
三星 QLED 電視 8K, 75 in

量子點對於顯示器很有價值，因為它們發出非常特定的高斯分佈的光。 這可以使顯示器的顏色明顯更準確。
傳統的彩色液晶顯示器 (LCD) 通常採用螢光燈 (CCFL) 或傳統的白色LED進行背光照明，這些LED經過濾色以產生紅色、綠色和藍色像素。 量子點顯示器使用發藍光的 LED 而不是白光 LED 作為光源。 發射光的轉換部分透過放置在藍色 LED 前面的相應顏色量子點或使用背光光學堆疊中註入量子點的擴散片轉換為純綠光和紅光。 空白像素也用於讓藍色 LED 燈仍然產生藍色色調。 這種類型的白光作為 LCD 面板的背光，能夠以比使用三個 LED 的 RGB LED 組合更低的成本實現最佳色域。

## 歷史
數千年來，玻璃製造商能夠透過添加不同的粉塵和粉末元素（例如銀、金和鎘）來製造彩色玻璃，然後在不同的溫度下生產不同顏色的玻璃。 十九世紀，科學家開始了解玻璃顏色如何取決於元素和加熱-冷卻技術。 研究還發現，對於相同的元素和製劑，顏色取決於粉末顆粒的大小。
「量子點」一詞於1986年創造。 它們首先由阿列克谢·叶基莫夫於1981年在玻璃基質上合成，並由路易斯·布鲁斯於1983年在膠體懸浮液中合成。 它們最初由亞歷山大·葉夫羅斯於1982年提出理論。根據布鲁斯的說法，「量子點」一詞是由丹尼爾·S·切姆拉（Daniel S. Chemla）在貝爾實驗室工作時創造的。
2023年諾貝爾化學獎授予蒙吉·巴文迪、布鲁斯和叶基莫夫，以表彰其「發現和合成量子點」。

## 參见
- 保羅·阿利維薩托斯
- 蒙吉·巴文迪
- 量子线
- 量子阱
- 量子点连接
- 纳米颗粒
- 纳米晶体
- 太阳能电池
- 超原子
- 特洛伊波包

## 延伸阅读
- Delerue, C. & Lannoo, M. . Springer. 2004: 47. ISBN 978-3-540-20694-1.</ref> Methods to produce quantum-confined semiconductor structures (quantum wires, wells and dots via grown by advanced epitaxial techniques), nanocrystals by gas-phase, liquid-phase and solid-phase approaches.
- Norris, D. J. . 1995. hdl:1721.1/11129. Photoluminescence of a QD vs. particle diameter.

## 外部連結
- Quantum Dots: Technical Status and Market Prospects （页面存档备份，存于）
- Quantum dots that produce white light could be the light bulb's successor
- Single quantum dots optical properties
- Quantum dot on arxiv.org （页面存档备份，存于）
- Quantum Dots Research and Technical Data （页面存档备份，存于）
- Simulation and interactive visualization of Quantum Dots wave function